# Es geschah im November
Es geschah im November, que l'on peut traduire en français par « Ça s'est passé en novembre », est une œuvre picturale de type graffiti de Kani Alavi, artiste berlinois d'origine iranienne, réalisée sur un morceau du mur de Berlin en 1991, peu après l'effondrement du régime est-allemand. Cette peinture murale représente la foule d'habitant berlinois lors de la chute du mur de Berlin en 1989. Les visages sur cette peinture sont marqués par différentes expressions ce qui illustre bien le 9 novembre qui a été un moment très émouvant pour la population allemande. 
Elle a été restaurée en 2009 dans le cadre du projet de rénovation de l'East Side Gallery.